# 송병수
송병수(宋炳洙, 1932년 3월 7일 ~ 2009년 1월 4일)는 대한민국의 소설가, 언론방송기관단체인이다. 경기도 개풍군에서 태어났다. 1957년에 단편 소설 《쇼리 킴》이 《문학 예술》지에 추천됨으로써 문단에 등장하였으며, 1964년에는 단편 《잔해(殘骸)》로 동인문학상을 수상하였다. 주요 단편 소설로는 《22번형》, 《환원기(還元期)》, 《잔해》 등이 있다.

## 참고 자료
- 《한국현대문학사전》 송병수 권영민 저, 서울대학교출판부, ISBN 9788952104618